# Hey You, Pikachu!
Hey You, Pikachu! (яп. ピカチュウげんきでちゅう, пікачу генкі дечу) — японська відеогра у жанрі симулятора життя. Створена компанією Ambrella та видана Nintendo. В Японії відеогра відома під назвою Pikachū Genki Dechū. Реліз гри відбувся 12 грудня 1998 року у Японії та 6 листопада 2000 року в Північній Америці.

## Гемплей
Керування покемоном відбувається за допомогою спеціального мікрофона консолі Nintendo 64.

## Продовження
Духовними спадкоємцями стали: Pokémon Channel для GameCube; PokéPark Wii: Pikachu's Adventure, PokéPark 2: Wonders Beyond для Wii.
| Агрегатор    | Оцінка  |
| ------------ | ------- |
| GameRankings | 55,09 % |
| Metacritic   | 57/100  |

| Видання  | Оцінка |
| -------- | ------ |
| AllGame  | [ 3 ]  |
| GameSpot | 8.3/10 |